# Yūki Hashimoto (Fußballspieler)
Yūki Hashimoto (japanisch 橋本 裕貴 Hashimoto Yūki; * 20. Oktober 1994 in der Präfektur Kanagawa) ist ein japanischer Fußballspieler.

## Karriere
Hashimoto erlernte das Fußballspielen in den Jugendmannschaften vom Sagamihara Kamimizo FC und dem Machida JFC, der Schulmannschaft der Toko Gakuen High School sowie in der Universitätsmannschaft der Chūkyō-Universität. Seinen ersten Vertrag unterschrieb er 2017 bei Fukushima United FC. Der Verein spielte in der dritthöchsten Liga des Landes, der J3 League. Für den Verein absolvierte er drei Ligaspiele. Im August 2018 wurde er an den ReinMeer Aomori FC ausgeliehen. Für den Verein absolvierte er vier Ligaspiele. Seit dem 1. Februar 2019 ist er vertrags- und vereinslos.